# Pethő Th. Zsolt
Pethő Th. Zsolt magyar humorista, a L’art pour l’art Társulat tagja, 1982-től a Satöbbi együttes énekese. 
A Satöbbi együttes tagjaként részt vett az 1983-as "Ki mit tud?"-on, de nem nyertek. A kilencvenes évek közepén jelent meg első nagylemezük, a Világ legszebb dalai. 1990 és 1996 között tagja volt a Holló Színháznak, 1997-ben Galla Miklóst váltotta a L’art pour l’art Társulat tagjaként. Híres szerepe Margit a Besenyő családból, sokan ezt a szerepet az énekes védjegyeként tekintik. 
Házastársa Szászi Móni.